# Christania Williams
Christania Williams (Jamaica, 17 de octubre de 1994) es una atleta jamaicana, especializada en la prueba de 4 x 100 m en la que llegó a ser subcampeona olímpica en 2016.

## Carrera deportiva
En los JJ. OO. de Río 2016 ganó la medalla de plata en los relevos 4 x 100 metros, con un tiempo de 41.36 segundos, tras Estados Unidos y por delante de Reino Unido, siendo sus compañeras de equipo: Elaine Thompson, Veronica Campbell-Brown y Shelly-Ann Fraser-Pryce.